# GMC (Automarke)
GMC (General Motors Company) ist eine Marke des Automobilherstellers General Motors, die die General Motors Truck Company einführte.

## Geschichte
Zum Jahresende 1908 übernahm GM die Reliance Motor Truck Company und im November 1909 die Rapid Motor Vehicle Company, einen im Jahr 1900 als Grabowsky Motor Vehicle Co. in Detroit von den Brüdern Max Grabowski und Morris Grabowski gegründeten Hersteller von Lastkraftwagen. Die Lkw und Omnibusse wurden zunächst weiter als Reliance und Rapid verkauft. Der 22. Juli 1911 gilt als Gründungsdatum der General Motors Truck Company. Im Januar 1912 wurden sie bei der New York Auto Show im Madison Square Garden erstmals mit dem Schriftzug GMC ausgestellt und ab Februar 1912 unter dieser Marke der GMTC verkauft. Andere Quellen nennen 1911 als Einführungsjahr der Marke GMC.
Die Marke GMC blieb weitgehend den Nutzfahrzeugen des Konzerns vorbehalten. Im Verständnis ihres Heimatmarkts ist auch jedes SUV ein Truck. Aus dem Markt der mittelschweren Nutzfahrzeuge verschwand GM im Jahr 2011. In der schwersten Lastwagenklasse der USA verkaufte im Jahr 1979 nur Navistar mehr als GM, aber in den 1980er Jahren schwand die gesamte Nachfrage und zusätzlich der Marktanteil, worauf GM diesen Geschäftsbereich binnen weniger Jahre an Volvo abgab. Seit den 2010er Jahren werden nur noch Pick-ups, Kleintransporter und SUVs der Marke GMC hergestellt.

## Aktuelle Modelle

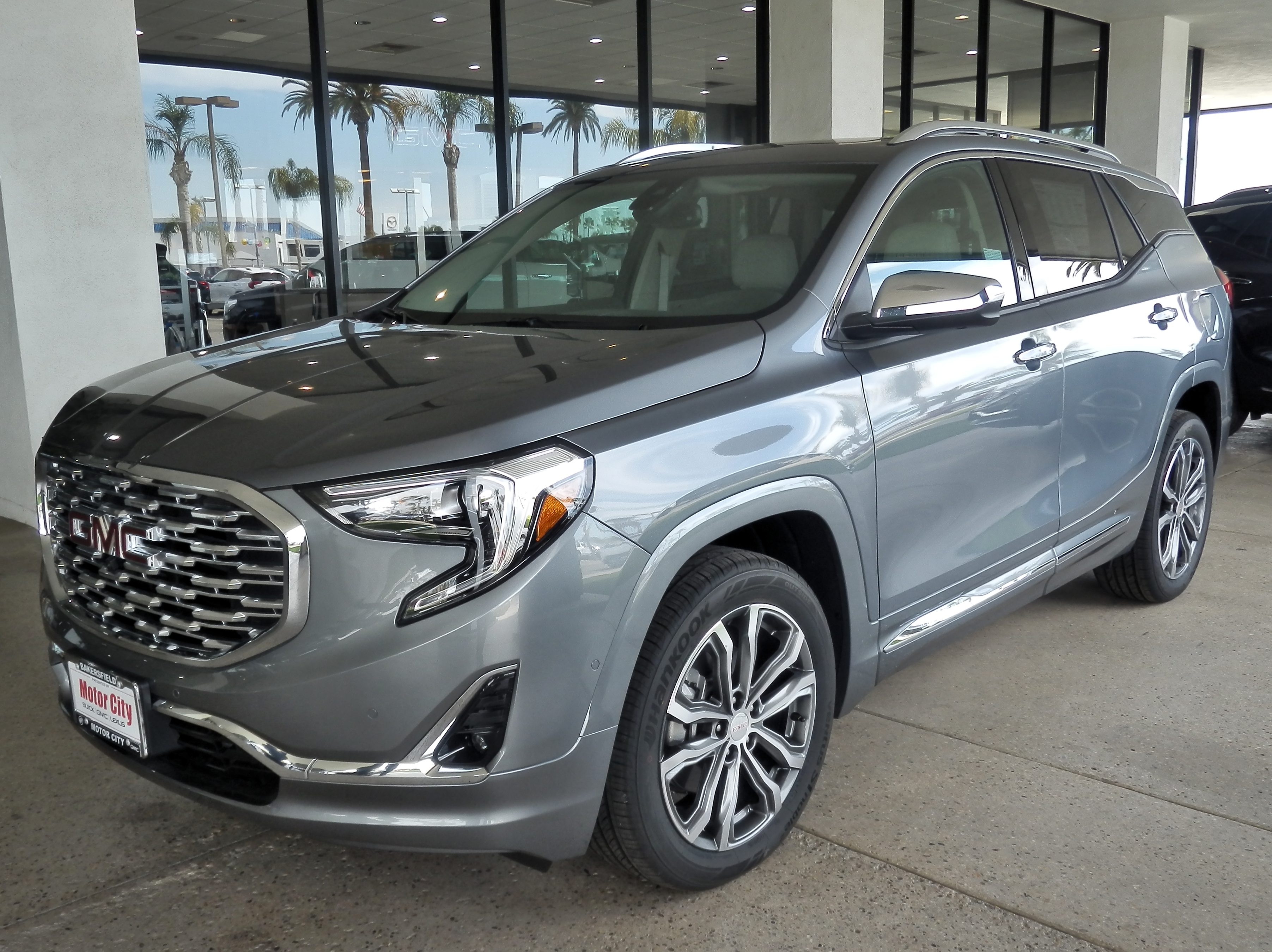
GMC Terrain
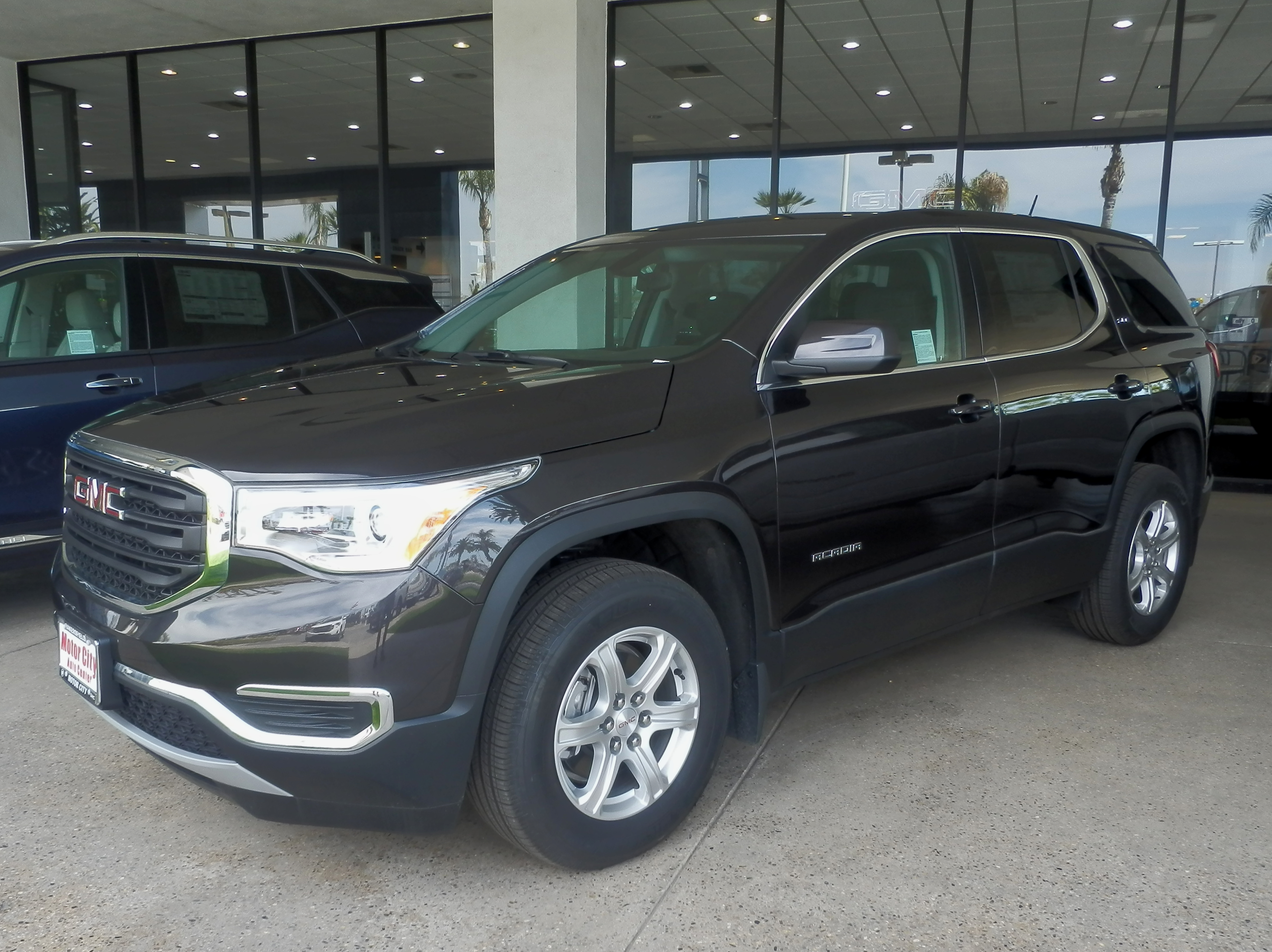
GMC Acadia
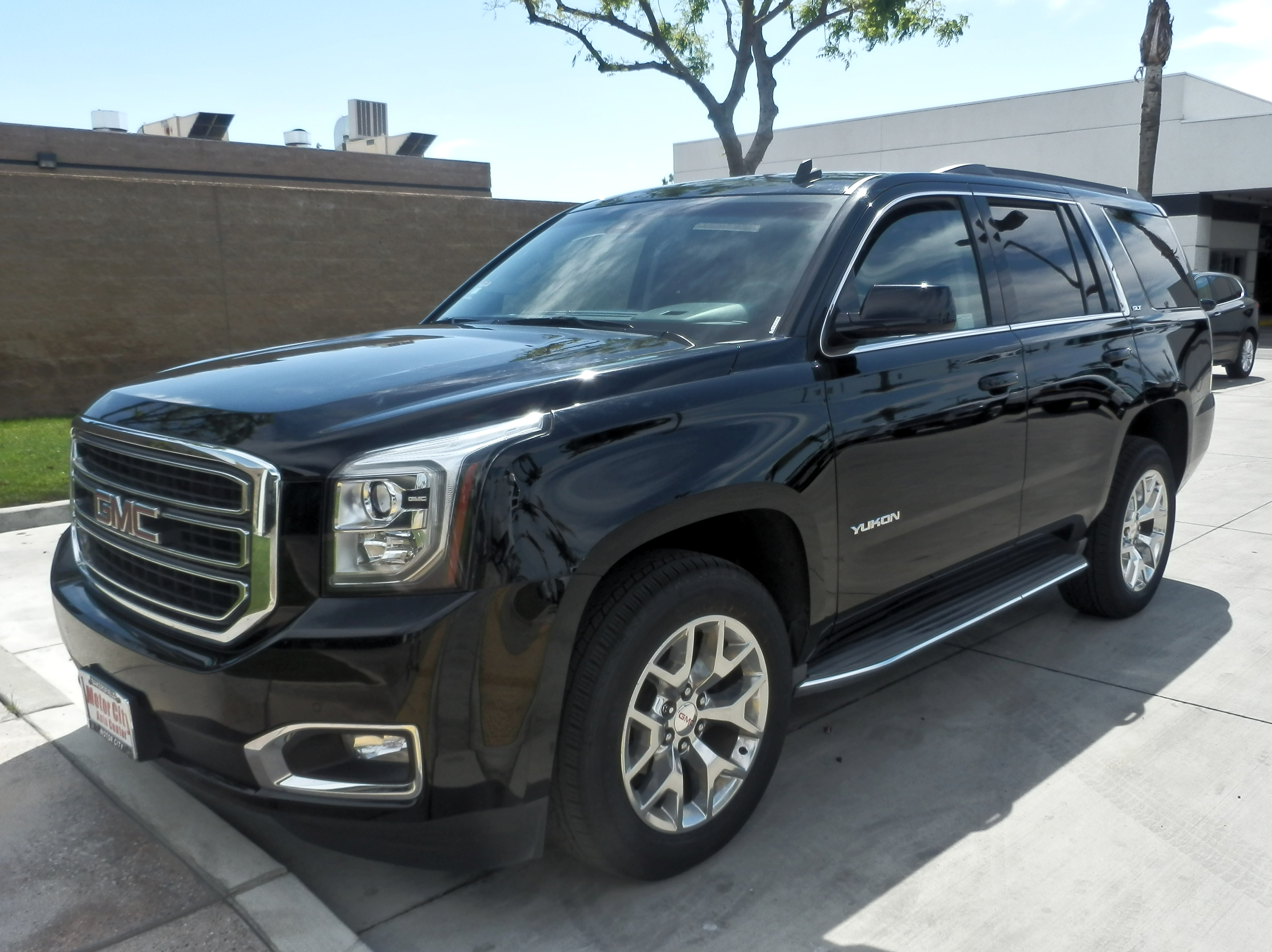
GMC Yukon
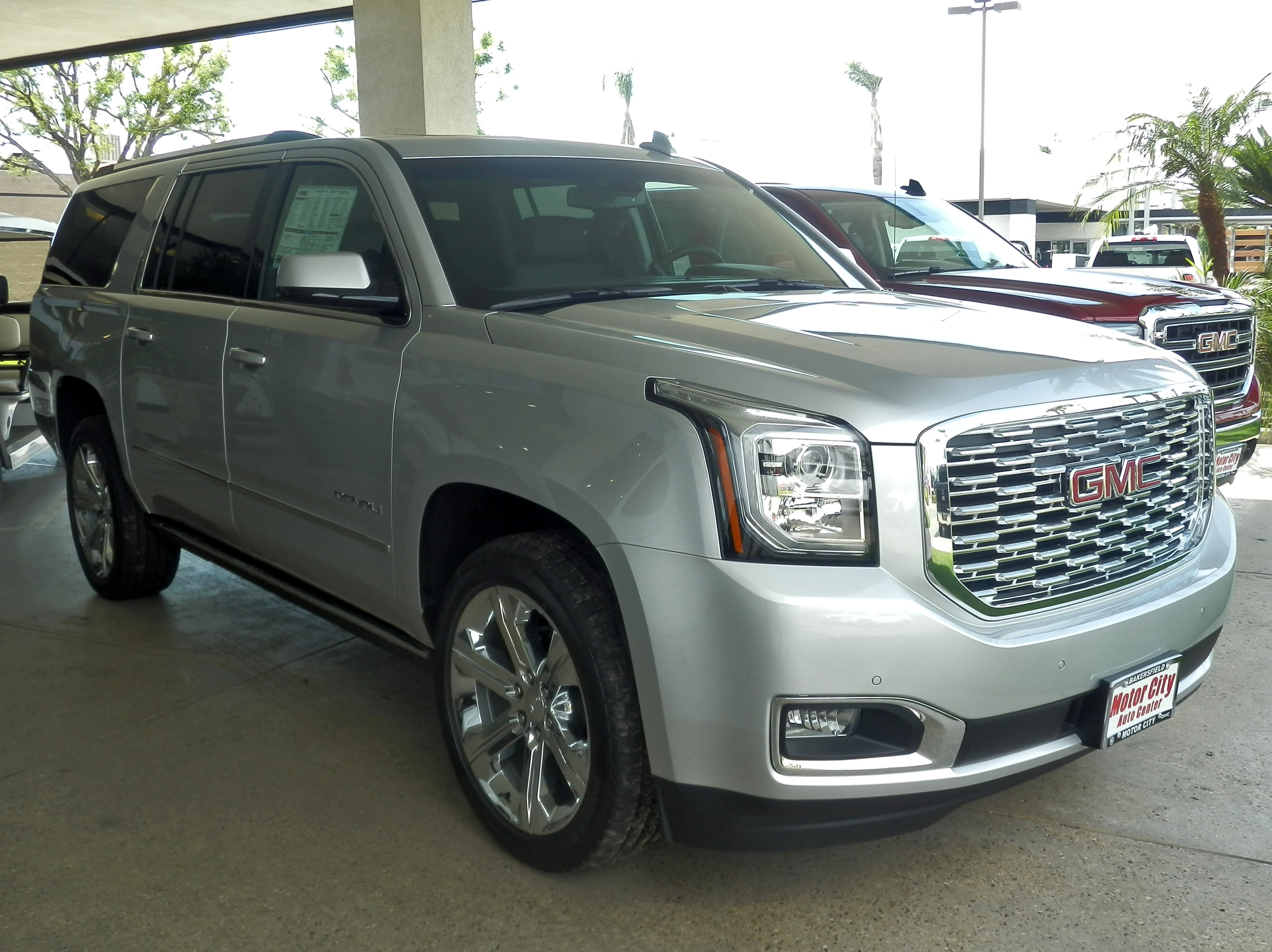
GMC Yukon XL
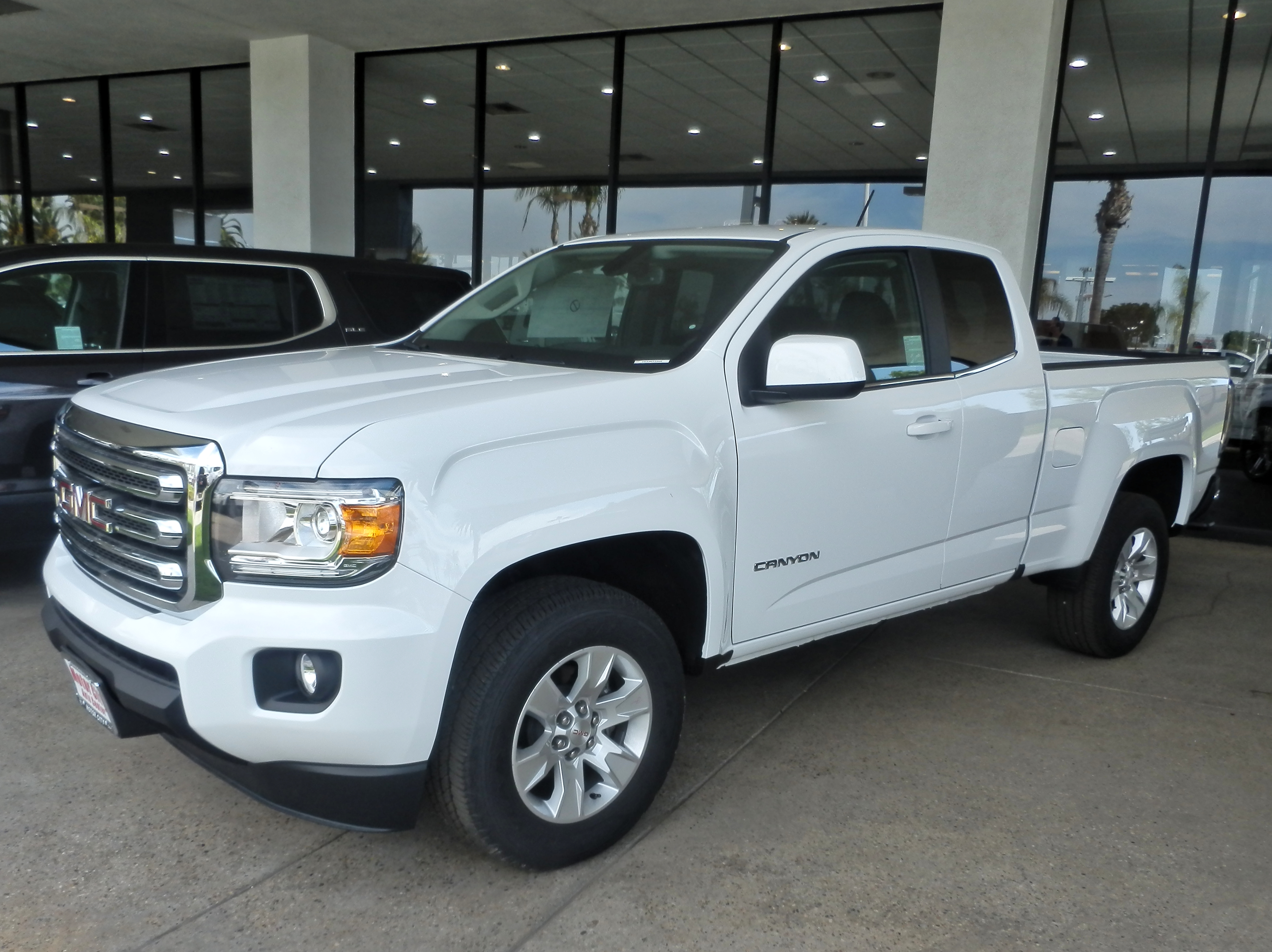
GMC Canyon
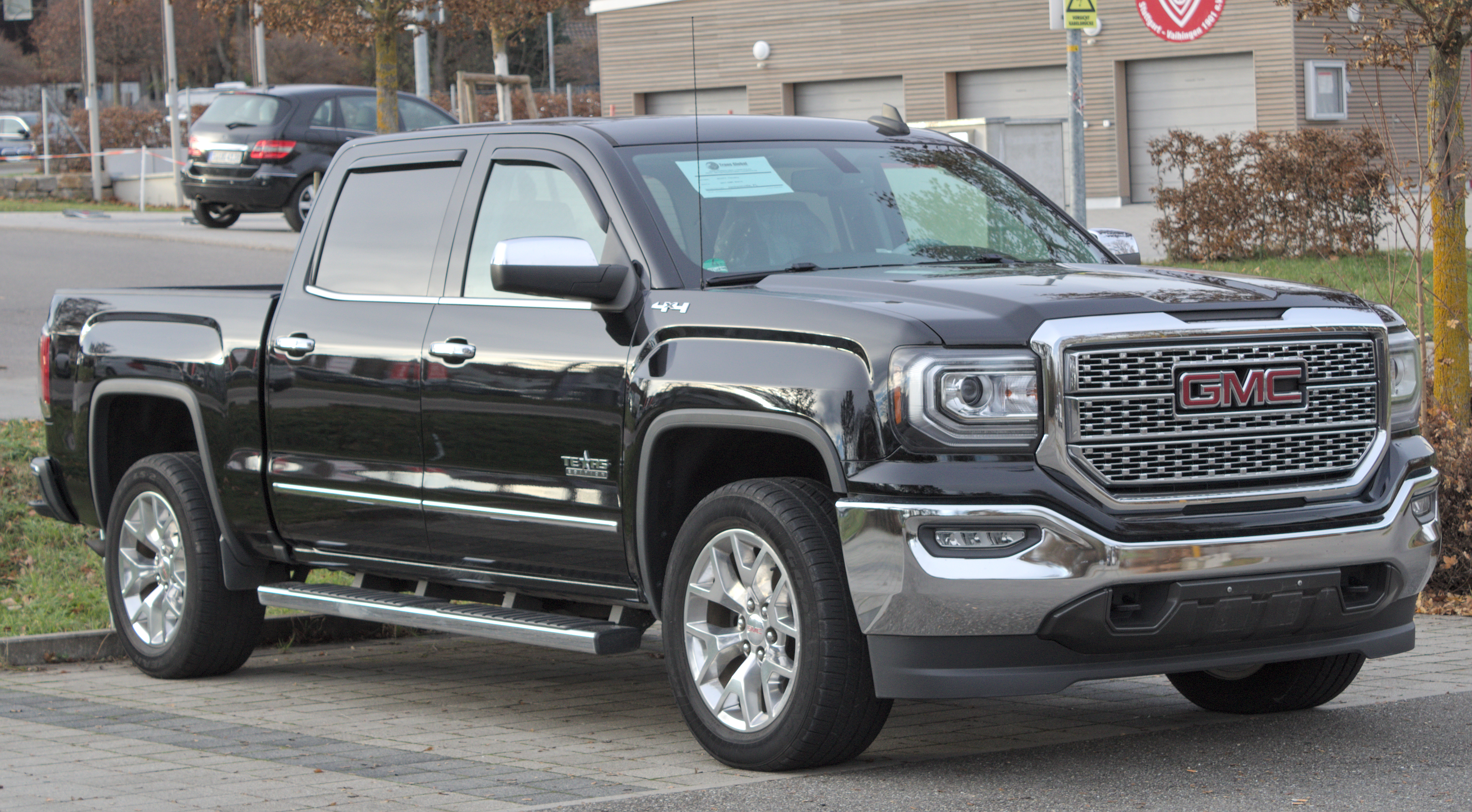
GMC Sierra
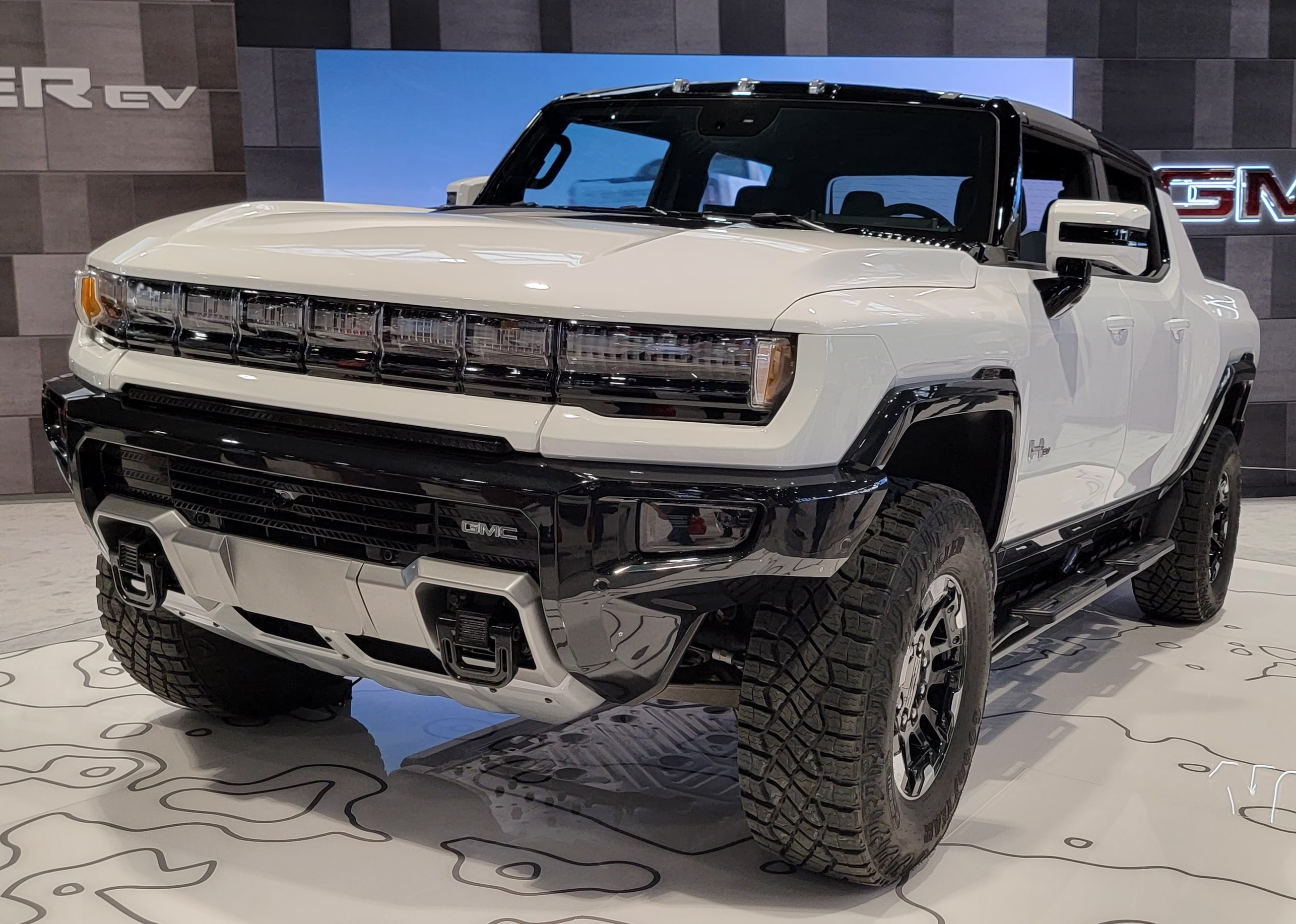
GMC Hummer EV Pickup
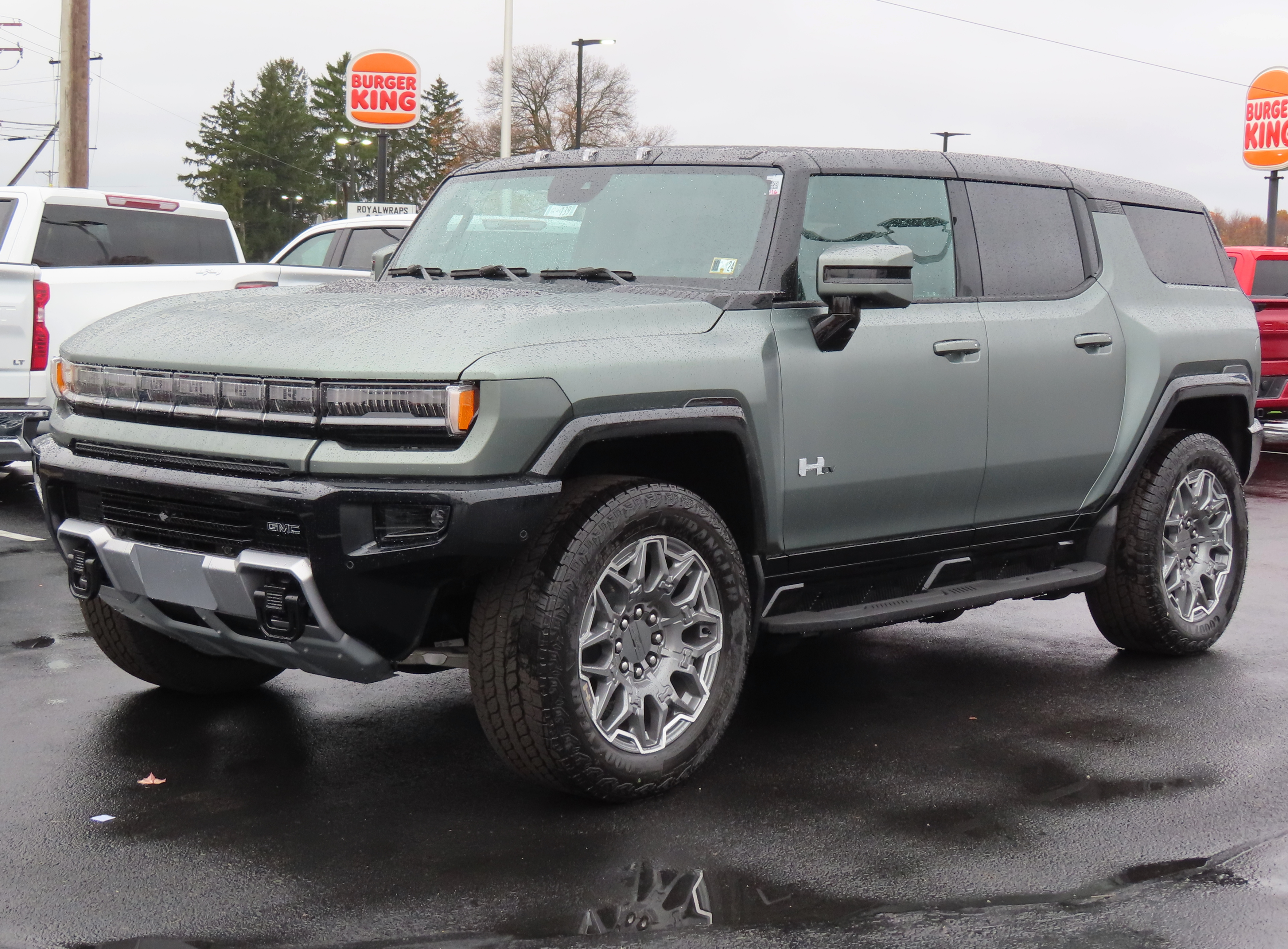
GMC Hummer EV SUV
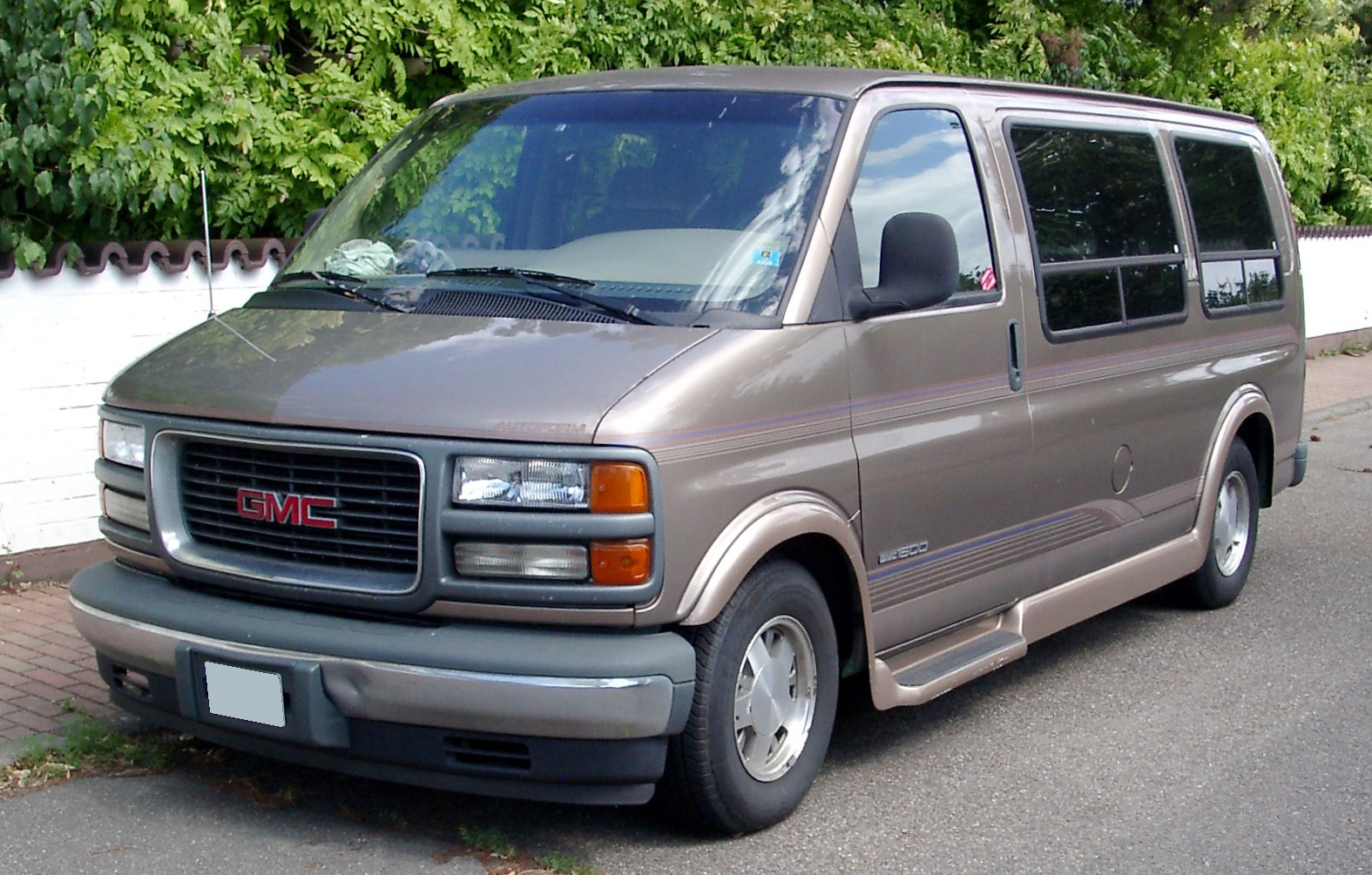
GMC Savana